# Jacques Freimuller
Jacques Michel Daniel Freimuller (Trouville-sur-Mer, 31 ottobre 1929 – Castelnau-le-Lez, 15 novembre 2006) è stato un cestista francese.
Muore il 15 novembre 2006 all'età di 77 anni.

## Carriera
Con la Francia ha disputato i Campionati del mondo del 1954 e quattro edizioni dei Campionati europei (1949, 1951, 1953, 1955).

## Palmarès
- Campionato francese: 3

Racing club de France: 1950-51, 1952-53, 1953-54